# 茨城県道15号結城下妻線
茨城県道15号結城下妻線（いばらきけんどう15ごう ゆうきしもつません）は、茨城県結城市から下妻市に至る県道（主要地方道）である。

## 概要
結城市小田林の国道50号・小田林交差点より東進し、同市下小塙交差点から南方向へ右折して鬼怒川に架かる栄橋を渡り、筑西市船玉を経て下妻市長塚の国道125号・砂沼公園入口交差点に至る延長約18キロメートル (km) の路線。起点・小田林交差点 - 下小塙交差点間は、結城バイパスと平行して東西に延びる、かつて国道50号旧道であった区間に相当する。筑西市船玉 - 下妻市長塚間は、鬼怒川の左岸側で流れに沿って道路が南北に延びる。

### 路線データ
- 起点：茨城県結城市大字小田林字下宿1640番地先（国道50号交点=小田林交差点）[1]
- 終点：茨城県下妻市長塚字天神台423番3（国道125号交点=砂沼公園入口交差点）[2]
- 総延長：17.771 km[3]
- 重用延長：0.060 km[3]
- 未供用延長：なし[3]
- 実延長：17.711 km[3]

## 歴史
- 1920年（大正9年）4月1日：路線認定される[4]。
- 1961年（昭和36年）3月31日：道路区域が結城市大字結城字小塙前橋水戸線分岐から下妻市大字下妻字新町佐原熊ケ谷線交点までに変更されて道路供用開始する[5]。
- 1965年（昭和40年）
  - 3月15日：下妻市大字江字本郷 - 大字江字寺山の1.049 km区間を線形・拡幅道路改良[6]。
  - 5月20日：鬼怒川に架かる栄橋を架け替え供用開始[7]。
- 1969年（昭和44年）10月20日：真壁郡関城町大字関本下 - 下妻市大字江の2.186 km区間を道路改良[8]。
- 1970年（昭和45年）5月4日：下妻市大字半谷 - 大字下妻の狭隘道路（2.3 km、最少幅員3.6 m）をバイパス（1.729 km）へ改築供用開始[9]。
- 1971年（昭和46年）11月1日：国道125号下妻バイパス開通に伴い、終点側の路線を480 m延長し、終点が下妻市大字下妻字新町から、同字仲町の国道125号交点（仲町交差点）に移る[10]。
- 1979年（昭和54年）7月2日：下妻市大字石の宮 - 同市大字長塚（国道125号・砂沼公園入口交差点）の道路改良バイパス（1.2 km）が開通[11]。
- 1980年（昭和55年）9月4日：下妻市大字半谷 - 同市大字石の宮の新道（0.9 km）を供用開始[12]。
- 1983年（昭和58年）6月20日：下妻市半谷 - 同市大字下妻（仲町交差点）の旧道区間3.696 kmを指定解除し、下妻市道へ降格。終点が砂沼公園入口交差点に移る[2][注釈 1]。
- 1993年（平成5年）5月11日：建設省から、県道結城下妻線が結城下妻線として主要地方道に指定される[13]。
- 1995年（平成7年）3月30日：整理番号23から現在の番号（整理番号15）に変更される[14]。
- 2000年（平成12年）4月1日：結城市大字結城 - 下妻市大字下妻の区間が、通行する車両の最大重量限度25トンの道路に指定される[15]。
- 2007年（平成19年）3月19日：茨城県結城市内の国道50号の旧道部分（結城市大字小田林 - 大字結城字下小塙町）の降格に伴い、4.223 kmが編入される[1]。

## 路線状況
道路法の規定に基づき、結城市小田林（小田林交差点） - 同市川木谷（川木谷交差点）間と、結城市結城（続橋交差点） - 同（下小塙和交差点）間および、下妻市江（平間病院） - 同市長塚（砂沼公園入口交差点）間は、緊急輸送道路として機能を維持するため、災害発生時の被害拡大防止を目的に道路用地内に電柱を建てることが制限されている。

### 重複区間
- 国道50号（結城市下小塙交差点 - 結城市小森北交差点）
- 茨城県道54号明野間々田線（筑西市関本上 - 筑西市関本下）
- 茨城県道233号山王下妻線（下妻市黒駒 - 下妻市半谷）

### 道路施設

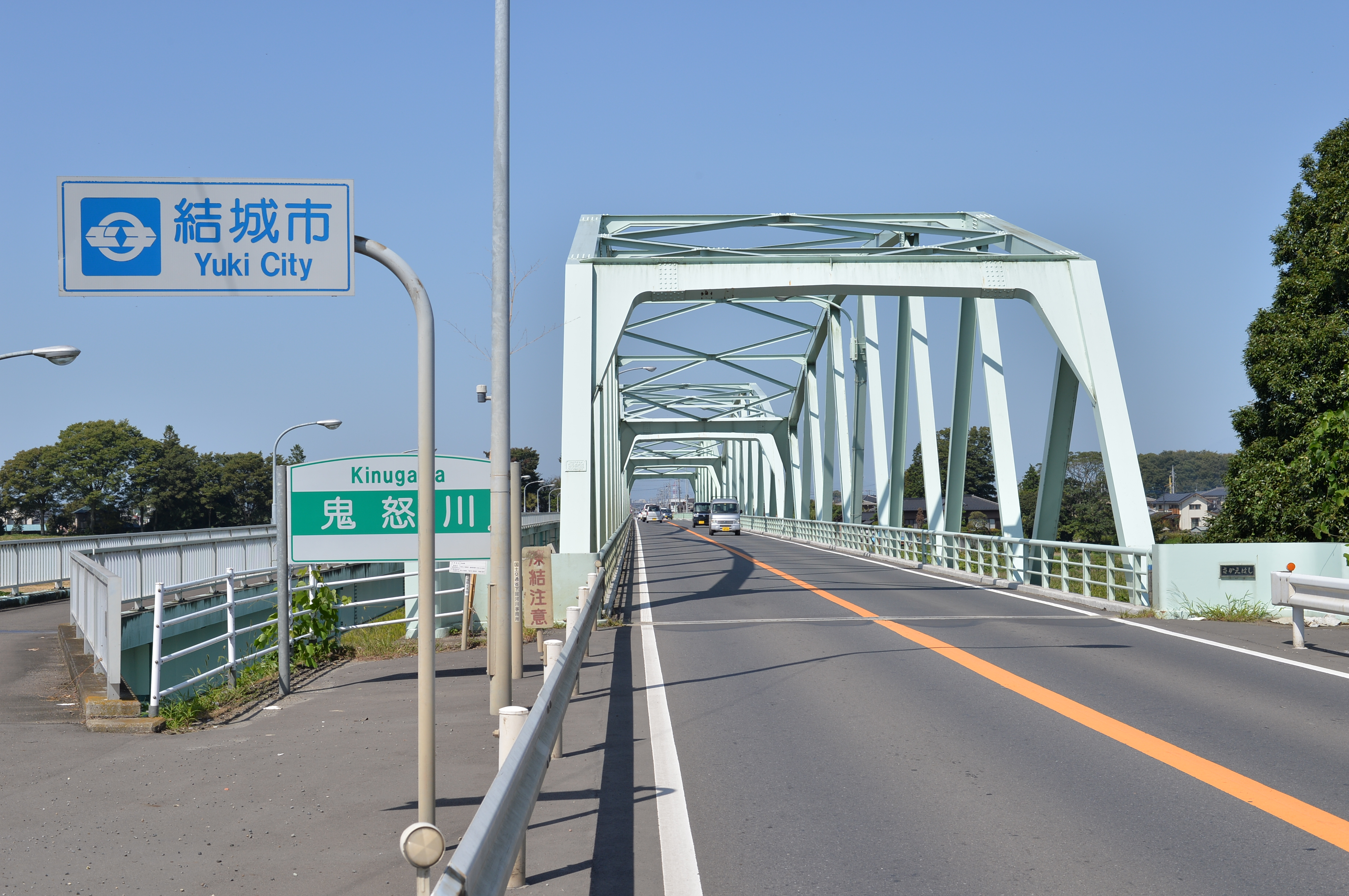
鬼怒川に架けられた栄橋

- 栄橋（鬼怒川、結城市 - 筑西市境）
3連（5主桁）単純鋼トラスランガー+3連（3主桁）単純鋼鈑桁橋。1965年（昭和40年）竣工。1993年（平成5年）5月17日、側道橋設置[17]。
- 桜橋（北台川、筑西市関本下）

## 地理

### 通過する自治体
- 結城市
- 筑西市
- 下妻市

### 交差する道路
- 国道50号（起点・結城市小田林）

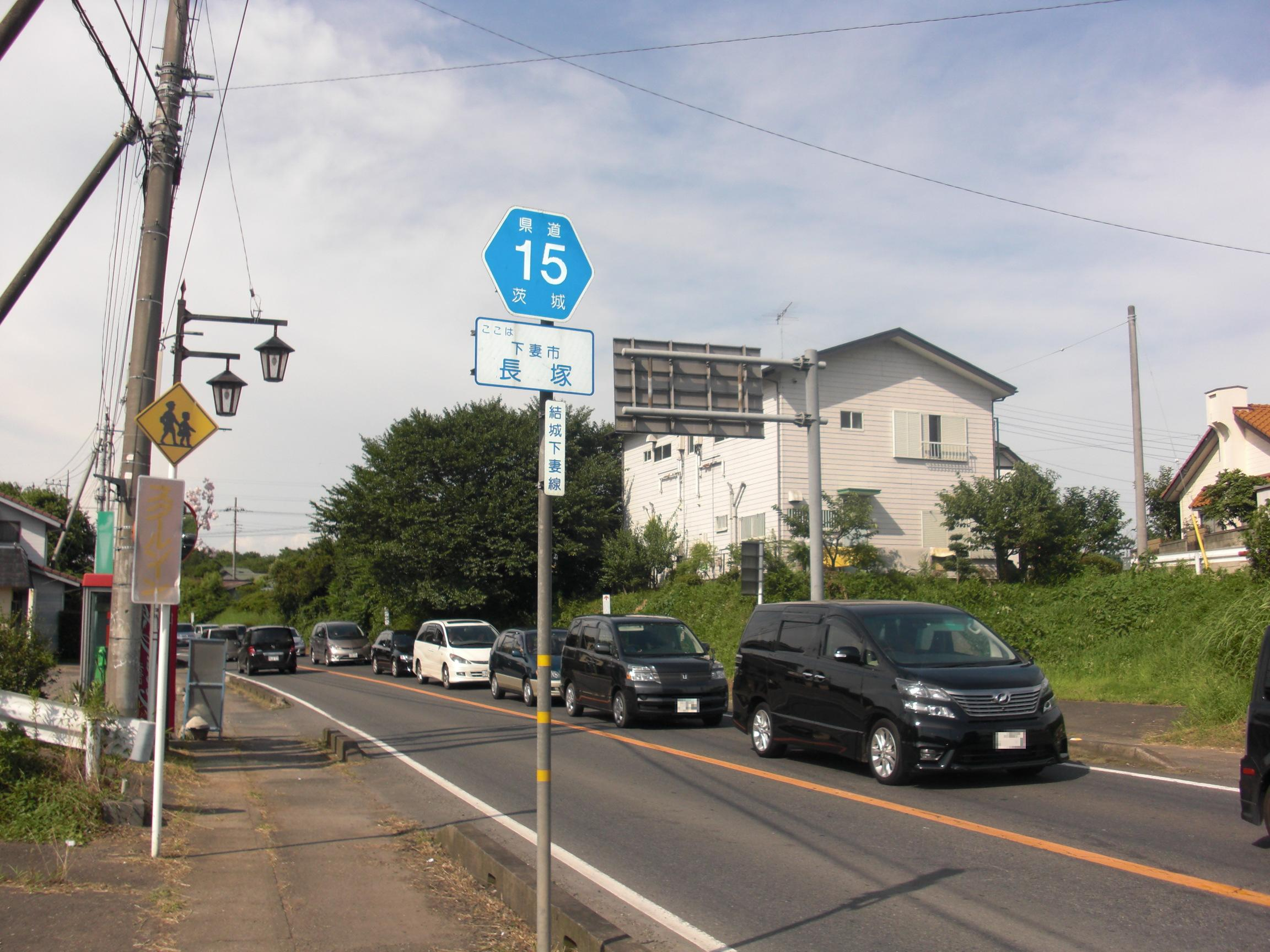
終点付近（下妻市長塚）
2010年7月撮影

- 茨城県道17号結城野田線（結城市川木谷 川木谷交差点）
- 茨城県道20号結城坂東線（結城市結城 白銀町交差点）
- 茨城県道264号小山結城線（結城市結城）
- 国道50号（結城バイパス）（結城市結城 小森北交差点）
- 茨城県道303号舟玉川島停車場線（結城市船玉 船玉交差点）
- 茨城県道54号明野間々田線（筑西市関本肥土）
- 茨城県道23号筑西三和線（筑西市関本分中 関本中交差点）
- 茨城県道54号明野間々田線（筑西市筑西市関本下）
- 茨城県道233号山王下妻線・グリーンライン（下妻市黒駒）
- 茨城県道233号山王下妻線（下妻市半谷）
- 国道125号（終点・下妻市長塚）

### 沿線にある施設など
- 結城警察署（結城市小田林）
- 結城市立結城中学校（結城市小田林）
- JR水戸線 結城駅（結城市結城）
- 茨城県立結城第二高等学校（結城市結城）
- 鬼怒川（結城市 - 筑西市）
- 茨城県西自動車学校（筑西市船玉）
- 下妻市立上妻小学校（下妻市半谷）
- 茨城県立下妻特別支援学校（下妻市半谷）
- ビアスパークしもつま（下妻市長塚）
- 砂沼（下妻市）
  - 砂沼広域公園（下妻市長塚）